# Salezy Józef Kafel
Salezy Józef Kafel (ur. 13 lipca 1934 we Wrocance koło Krosna, zm. 8 stycznia 2024 w Sędziszowie Małopolskim) – polski duchowny katolicki, kapucyn, doktor teologii, autor prac naukowych, teologicznych, franciszkańskich, książek o św. Pio z Pietrelciny, tłumacz, wydawca, inicjator i redaktor kwartalnika Z Ojcem Pio, wychowawca młodzieży zakonnej.
W zakonie kapucynów od 1950, śluby wieczyste złożył 21 sierpnia 1951, święcenia przyjął w 17 czerwca 1958, studiował teologię spekulatywno-systematyczną na Katolickim Uniwersytecie Lubelskim (1958-61), stypendysta Uniwersytetu Lovanium (Belgia). Wykładowca na Papieskiej Akademii Teologicznej w Krakowie, w Wyższym Seminarium Duchownym Braci Mniejszych w Katowicach, Kapucynów, Franciszkanów Konwentualnych, Salezjanów, Paulinów w Krakowie, oraz w Instytucie Teologicznym w Częstochowie, pracownik Poradnictwa Rodzinnego w Krakowie (przy boku kard. Karola Wojtyły i Wandy Półtawskiej), członek Instytutu Historycznego Kapucynów w Rzymie (1984-89). Duszpasterz młodzieży akademickiej w Krakowie (1975-1983) i spowiednik w San Giovanni Rotondo (1992-1993), przebywał w klasztorze OO. Kapucynów w Krośnie.
Był inicjatorem i redaktorem serii wydawniczej Antologia mistyków franciszkańskich (t, 1-6, Warszawa 1985-Kraków 1992).